# La Caña
La Caña (en catalán: la Canya) es un núcleo de población dentro la comarca de La Garrocha repartido entre los municipios de Vall de Vianya y San Juan les Fonts. En 2004 tenía 1.090 habitantes, repartidos casi mitad y mitad en cada municipio (557 a Sant Juan y 533 a Vall de Vianya, donde es el núcleo más habitado). La parte de Vall de Vianya forma un exclave entre los términos municipales de San Juan les Fonts y Olot. 
Está situado a 360 metros de altitud, al pie del volcán de la Caña y borde del río Fluviá, al norte de Olot, ciudad con la cual se encuentra casi unido a lo largo de la carretera C-26, que comunica la Caña también con Hostalnou de Vianya y Ripoll. También tiene comunicación por carretera local (GI-522) con San Juan les Fonts y Castellfullit de la Roca. 

## Iglesia
Se encuentra la iglesia de San José Obrero, un edificio de construcción moderna con paramento de baldosa, también nombrado "totxo". La fachada contiene una curiosa torre construida con círculos de hormigón y totxos, que sostiene una cruz a la parte superior. Las grandes escaleras frontales dan acceso a la iglesia.

## Clubes deportivos
Encontramos la Agrupació Esportiva la Canya (AE la Canya), fundado el año 1973. Actualmente sólo se practica fútbol (el equipo absoluto está en segunda regional catalana), pero antiguamente también se practicaban otros deportes, como el baloncesto.